# Distretto di Karabük
Il distretto di Karabük (in turco Karabük ilçesi) è uno dei distretti della provincia di Karabük, in Turchia.
| Controllo di autorità | VIAF (EN) 134833275 · LCCN (EN) n00140183 · J9U (EN, HE) 987007478088205171 |